# Кухарев, Алексей Васильевич
Алексей Васильевич Кухарев (20.07.1921, Самарская область — 18.07.1988) — советский военнослужащий, участник Великой Отечественной войны, полный кавалер ордена Славы, разведчик взвода пешей разведки 751-го стрелкового полка ефрейтор — на момент представления к награждению орденом Славы 1-й степени.

## Биография
Родился 20 июля 1921 года в селе Марьевка Пестравского района Самарской области. Окончил 4 класса. Рано остался без отца, георгиевский кавалер умер в 1930 году от фронтовых ран. Работал в колхозе трактористом, был единственным кормильцем больной матери и младших брата и сестры.
В августе 1941 года был призван в Красную Армию Пестравским военкоматом. В запасном полку получил специальность пулеметчика, в действующей армии с декабря того же года. Боевой путь начал в пехоте, в первом бою был тяжело ранен, пять месяцев провел в госпитале. В конце 1943 года, вернувшись на фонт после второго ранения, был зачислен разведчиком взвода пешей разведки 751-го стрелкового полка 165-й стрелковой дивизии. В этой части воевал до Победы.
10 августа 1944 года, находясь в разведке, в районе населенного пункта Адамув, красноармеец Кухарев уничтожил 4 противников и 1 взял в плен. Был ранен, но, несмотря на это, доставил пленного в расположение части. 14 августа в боях за населенный пункт Францишек под покровом ночи выдвинулся вперед, засек вражеского снайпера и уничтожил его.
Приказом от 20 августа 1944 года красноармеец Кухарев Алексей Васильевич награждён орденом Славы 3-й степени.
В период боев 14-26 января 1945 года разведчик ефрейтор Кухарев в ходе разведки противника в районе населенного пункта Лорцен-Токольно добывал ценные сведения, позволявшие нашей артиллерии вести огонь с высокой точностью.
20 января в районе населенного пункта Лорцен-Токольно разведывательная группа, в составе которой действовал ефрейтор Кухарев, переправившись через реку Висла, захватила в плен 13 противников.
Приказом от 28 февраля 1945 года ефрейтор Кухарев Алексей Васильевич награждён орденом Славы 2-й степени.
20 апреля 1945 года, возглавляя группу захвата, ефрейтор Кухарев проник в тыл противника северо-восточнее населенного пункта Пьяшин, внезапно напал на группу вражеских солдат, уничтожил 5 противников и 1 захватил в плен.
В ночь на 22 апреля разведчики переправились через реку Одер южнее населенного пункта Мешерин, ворвались в траншею противника на левом берегу, захватили в плен 6 противников и доставили в штаб дивизии.
Указом Президиума Верховного Совета СССР от 29 июня 1945 года за мужество, отвагу и бесстрашие, проявленные в боях с вражескими захватчиками ефрейтор Кухарев Алексей Васильевич награждён орденом Славы 1-й степени. Стал полным кавалером ордена Славы.
В ноябре 1945 году старшина Кухарев был демобилизован. Вернулся на родину. Работал в колхозе трактористом, комбайнером. За мирный труд награждён орденом Трудового Красного Знамени, медалью «За освоение целинных земель», медалями ВДНХ.
Последние годы жил в городе Чапаевск Самарской области. Скончался 18 июля 1988 года.
Награждён орденами Отечественной войны 1-й степени, Трудового Красного Знамени, Славы 3-х степеней, медалями.